# DC Super Hero Girls : Les Légendes de l'Atlantide
Pour les articles homonymes, voir DC Super Hero Girls (homonymie).
 (octobre 2018).
Si vous disposez d'ouvrages ou d'articles de référence ou si vous connaissez des sites web de qualité traitant du thème abordé ici, merci de compléter l'article en donnant les références utiles à sa vérifiabilité et en les liant à la section « Notes et références ».
Série DC Super Hero Girls
DC Super Hero Girls : Jeux intergalactiques
(2017)
Pour plus de détails, voir Fiche technique et Distribution.
DC Super Hero Girls : Les Légendes de l'Atlantide (DC Super Hero Girls: Legends of Atlantis) est un film d'animation américain réalisé par Cecilia Aranovich et Ian Hamilton sorti directement en vidéo en 2018.

## Fiche technique
- Titre original : DC Super Hero Girls: Legends of Atlantis
- Titre français : DC Super Hero Girls : Les Légendes de l'Atlantide
- Réalisation : Cecilia Aranovich et Ian Hamilton
- Production : Jennifer Coyle
- Production exécutive : Sam Register
- Scénario : Shea Fontana
- Société de production : DC Entertainment, Mattel et Warner Bros Animations
- Société de distribution : Warner Home Video (États-Unis), Warner Bros (France)
- Durée : 72 minutes (soit 1 heure et 12 minutes)
- Origine :  États-Unis
- Langue originale : anglais
- Date de sortie :
  - États-Unis : 22 juillet 2018 (Avant-première au Comic-Con de San Diego 2018), 2 octobre 2018 (Digitale et DVD)
  - France : 3 octobre 2018 (DVD)

## Distribution

### Voix originales
- Yvette Nicole Brown : Principal Waller
- Greg Cipes : Beast Boy
- Teala Dunn : Bumblebee
- Anais Fairweather : Supergirl
- Nika Futterman : Hawkgirl
- Grey Griffin : Wonder Woman
- Julianne Grossman : Hippolyta
- Tania Gunadi : Lady Shiva
- Josh Keaton : Flash
- Tom Kenny : Commissaire Gordon et Crazy Quilt
- Misty Lee : Big Barda
- Erica Lindbeck : Mera et Siren
- Danica McKellar : Frost
- Max Mittelman : Aquaman
- Khary Payton : Cyborg
- Stephanie Sheh : Katana
- Tara Strong : Harley Quinn, Poison Ivy et Raven
- Fred Tatasciore : Burly Man
- Hynden Walch : Starfire
- Mae Whitman : Batgirl

### Voix françaises
- Barbara Beretta : Wonder Woman et Poison Ivy
- Virginie Ledieu : Supergirl et Hippolyta
- Karine Foviau : Batgirl, Harley Quinn et Raven
- Camille Donda : Bumblebee, Starfire et Hawkgirl
- Annie Milon : Principale Amanda Waller et Katana
- Chantal Baroin : Big Barda et Frost
- Laurent Morteau : Beast Boy, Flash et Crazy Quilt
- Paul Borne : Commissaire Gordon et Cyborg
- Laurence Sacquet : Mera
- Jessie Lambotte : Siren
- Cédric Dumond : Aquaman

Adaptation des dialogues : Anthony Panetto ; Direction artistique : Virginie Ledieu ; Studio : Deluxe Media Paris